# Tábano
Tábano va ser un grup de teatre independent que va desenvolupar la seva activitat a Espanya, Europa i Hispanoamèrica, entre 1968 i 1983. Si bé molts components van alternar el amaterurismo amb la dedicació professional i es practicava una gestió comunal i assembleària, sempre es va reconèixer la capacitat directiva de Juan Margallo i, ja en la segona època, la titularitat de Guillermo Heras com a director. En les seves consecutives formacions es van desenvolupar coneguts actors de l'escena nacional, a més de dramaturgs, músics, gestors i periodistes. El seu muntatge més popular i transcendent va ser Castañuela 70.

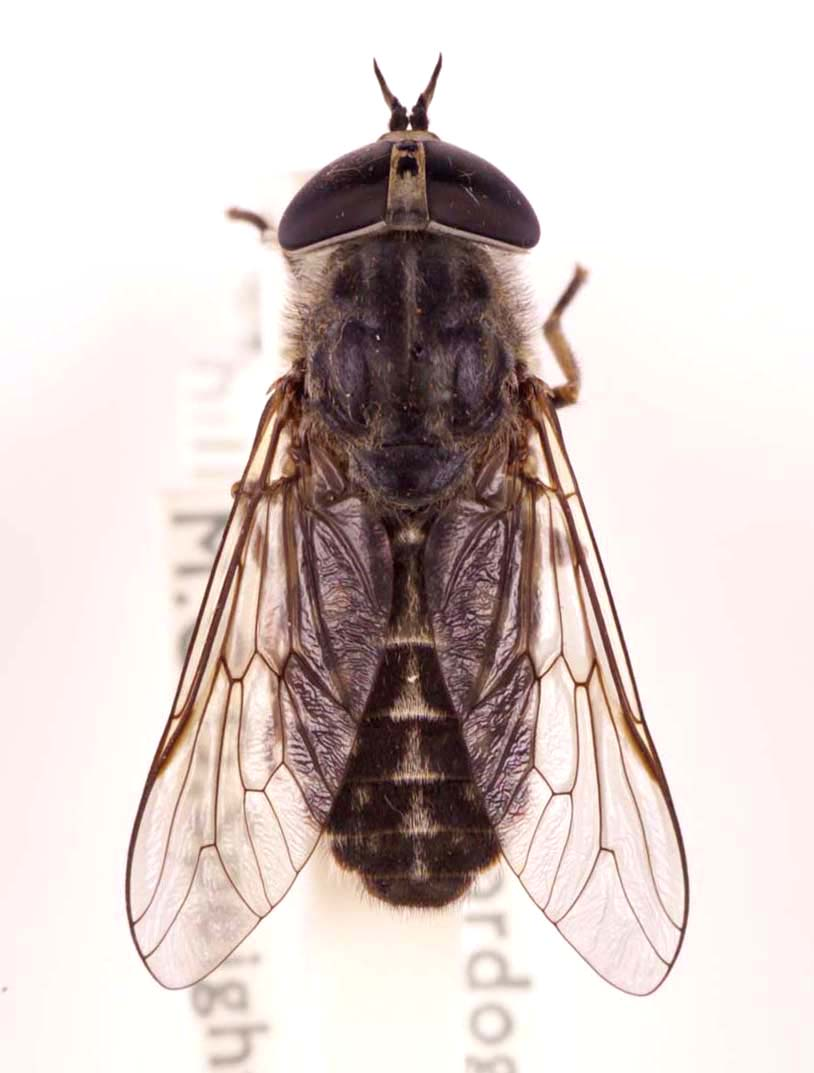
El tabanus (tabanus unifasciatus), zoológicamente un insecte; ideològicament, un símbol. "Déu em va posar a la ciutat, com al tábano sobre el cavall, perquè no s'adormi ni ensopeixi" (Sòcrates).

## Trajectòria
Fundat en 1968 per Juan Margallo, José Luis Alonso, Enriqueta Carballeira i Alberto Alonso, el grup va ser després impulsat per Carlos Sánchez, Andrés Cienfuegos i Margallo. Els seus primers muntatges van passar desapercebuts i van suposar un dur aprenentatge: 
"...sis mesos preparant una obra per a fer dues úniques representacions en un col·legi major (el San Juan Evangelista de Madrid) i ser premiats per la censura amb 25.000 pessetes de multa..."

### El teatre prohibit
El grup Tábano es va donar a conèixer a l'estiu de 1970 amb el muntatge Castañuela 70, en col·laboració amb la banda musical Las madres del cordero. En certa manera la fama posterior de totes dues agrupacions es va deure a la gestió governamental franquista que va suspendre l'obra en ple èxit de públic i crítica quan a penes portava 40 representacions.
Davant la impossibilitat de continuar presentant el seu espectacle a Espanya, es va acordar que part de la companyia el portés per l'estranger, en una gira sense empresaris ni institucions o organismes intermediaris, per Centres Culturals de l'emigració i l'exili espanyols a Europa (i més tard a Llatinoamèrica). La Castañuela es va estrenar a Rennes (França) el 12 de gener de 1971, i durant dos mesos va recórrer setze ciutats franceses, holandeses, alemanyes i suïsses.
Després de la gira, van intentar posar en escena tres muntatges que van ser prohibits, successivament, per la censura: Piensa mal y acertarás (creació col·lectiva del grup), De cómo el señor Mockinpott consiguió liberarse de sus padecimientos, de Peter Weiss, i El retablo del flautista, de Jordi Teixidor, que aconsegueix romandre 24 hores en cartell. Ja en 1972, el seu següent intent, una adaptació bufa d'El retablillo de Don Cristóbal, de Federico García Lorca, va poder representar-se amb mitjana continuïtat a petites sales i locals de barriades madrilenyes, i en noves gires per Espanya, Europa i Amèrica. No obstant això, la 'normalitat' no arribaria fins a 1976.

### Amèrica, Amèrica
Amb el Retablillo sota el braç i animats per Pepe Monleón, director de la revista de teatre Primer Acto, van assistir al Festival de Manizales, a Colòmbia, prenent allí contacte amb l'obra d'Enrique Buenaventura, Augusto Boal o Atahualpa del Cioppo, entre d'altres. Era l'any 1972.

### Consagració
Al maig de 1973, Tábano va tancar la seva gira europea en un dels festivals de teatre internacionals més importants, el Festival de Teatre de Nancy.
L'estrena en Salamanca el 29 de març de 1974, i poc després en el Teatre Monumental de Madrid, el 20 d'abril, del muntatge de cabaret circense titulat Los últimos días de soledad de Robinsón Crusoe, original de Jerome Savary en versió espanyola de Vicente Romero, va suposar un tímid inici de la temporada de 'vaques grosses' pel grup Tábano. A l'any següent el seu gira per l'estranger va recalar al Festival de Zagreb amb una adaptació de John Gay. Al seu retorn es van empitjorar els problemes amb la censura i el cèrcol policial, que va obligar a una renovació parcial de la companyia. Aquesta època va coincidir amb la seva col·laboració al programa de televisió Cuentopos.
Com en molts altres sectors, la mort de Francisco Franco va suposar per a Tábano una glopada d'aire fresc, que la companyia va gaudir fins al seu últim muntatge El suicida, (adaptant un text de Nicolai Erdman) el 1983, després del qual el grup es va dissoldre.

### Continuïtat
En 1985 Petra Martínez i Juan Margallo van fundar la companyia d'Uroc Teatro, la direcció del qual ha tingut continuïtat en la seva filla Olga i l'autor i director Antonio Muñoz de Mesa.
En 1996, bona part dels antics components del grup van tornar a reunir-se per a estrenar a Teatro de la Latina de Madrid el remake Castañuela 90, el desmadre nacional, amb la banda musical "Las Abuelas del Cordero". L'antiga companyia es va reunir de nou amb motiu del 35è aniversari de l'estrena de la Castañuela, que es va representar al Teatro Bellas Artes de Madrid una única funció homenatge.

## Principals obres representades
- Castañuela 70 (1970)
- El retablillo de Don Cristóbal (1972)
- Robinson Crusoe (1974)
- La ópera del bandido (1975)
- Cambio de tercio (1976)
- Schweyck en la Segunda Guerra Mundial de Bertolt Brecht (1977)
- El nuevo retablo de las maravillas (1979)
- Un tal Macbeth (1980)
- Solo se vive una vez (1981)
- La mueca del miedo de Dario Fo (1982)
- El suicida (1983)